# Euphorbia ogadenensis
Euphorbia ogadenensis är en törelväxtart som beskrevs av Peter René Oscar Bally och Susan Carter. Euphorbia ogadenensis ingår i släktet törlar, och familjen törelväxter.
Artens utbredningsområde är Etiopien. Inga underarter finns listade i Catalogue of Life.